# Bombylius angulatus
Bombylius angulatus är en tvåvingeart som beskrevs av Macquart 1826. Bombylius angulatus ingår i släktet Bombylius och familjen svävflugor. Inga underarter finns listade i Catalogue of Life.